# دارکسابان
دارکسابان (انگلیسی: Darexaban) (YM150) یک مهارکننده مستقیم فاکتور Xa است. دارکسابان این یک داروی آزمایشی است که به عنوان یک ضد انعقاد و ضد ترومبوتیک برای جلوگیری از ترومبوآمبولی وریدی پس از یک جراحی بزرگ ارتوپدی، سکته مغزی در بیماران مبتلا به فیبریلاسیون دهلیزی و احتمالاً حوادث ایسکمیک در سندرم حاد کرونری عمل می‌کند. این دارو به شکل مالئات استفاده می‌شود.

## کاربردهای بالینی

### فیبریلاسیون دهلیزی
فیبریلاسیون دهلیزی یک ریتم غیر طبیعی قلب است که باعث کاهش برون ده قلبی و جریان خون به مغز می‌شود. همچنین باعث تشکیل لخته‌های خون در حفره های دهلیزی قلب می‌شود. فیبریلاسیون دهلیزی با افزایش خطر سکته آمبولیک به دلیل افزایش خطر ایجاد لخته خون مرتبط است. داروهای ضد انعقاد خوراکی مانند دارکسابان با جلوگیری از تشکیل لخته‌های خونی باعث کاهش بروز و شدت سکته در بیماران مبتلا به فیبریلاسیون دهلیزی می‌شود.

## فارماکولوژی

### مکانیسم عمل
فاکتور Xa (FXa) یک عامل ضروری انعقاد خون است که مسئول شروع آبشار انعقادی است. FXa پروترومبین را به شکل فعال ترومبین می‌شکند، که سپس فیبرینوژن محلول را به فیبرین نامحلول تبدیل می‌کند و پلاکت‌ها را فعال می‌کند. تثبیت تجمع پلاکتی توسط مش فیبرین در نهایت منجر به تشکیل لخته می‌شود.
دارکسابان و گلوکورونید دارکسابان به طور انتخابی و رقابتی FXa را مهار می‌کنند و فعالیت پروترومبین را در محل تشکیل لخته خون (ترومبوز) سرکوب می‌کنند. این منجر به کاهش تشکیل لخته خون به روشی وابسته به دوز می‌شود. کاهش تشکیل لخته خون، انسداد جریان خون را کاهش می‌دهد، بنابراین احتمالاً خطر انفارکتوس میوکارد، آنژین ناپایدار، ترومبوز وریدی و سکته ایسکمیک را کاهش می‌دهد.

### فارماکوکینتیک
دارکسابان به سرعت جذب می‌شود و به طور گسترده در کبد به متابولیت فعال خود، دارکسابان گلوکورونید (YM-222714) در طی متابولیسم گذر اول از طریق گلوکورونیداسیون متابولیزه می‌شود. متابولیسم دارکسابان نیز در روده کوچک اتفاق می‌افتد اما به میزان بسیار کمتر. گلوکورونیداسیون دارکسابان به سرعت اتفاق می‌افتد، بنابراین نیمه عمر خود دارکسبان کوتاه است. با این حال، متابولیت گلوکورونید دارکاسابان حاصل، نیمه عمر طولانی تقریباً ۱۴-۱۸ ساعت دارد و به بیشینه سطح خود در خون ۱-۱.۵ ساعت پس از دوز می‌رسد. در نتیجه دارکسابان گلوکورونید تعیین کننده اصلی اثرات ضد ترومبوتیک است. دارکسابان کمترین تداخل را با غذا نشان می‌دهد و از راه کلیه‌ها (ادرار) و مدفوع دفع می‌شود.